# Philoganga montana
Philoganga montana – gatunek ważki równoskrzydłej z rodziny Philogangidae.
Ważka ta rozmnaża się w górskich strumieniach. Notowano też rozród w zalewie na rzece. Jako miejsce typowe odnotowano Himalaje. Gatunek wykazywany z Nepalu, północno-wschodnich Indii, Mjanmy i Tajlandii.